# بخش فیروزآباد (کرمانشاه)
بخش فیروزآباد  یکی از بخش‌های شهرستان کرمانشاه در استان کرمانشاه در غرب ایران است.
در دی ۱۴۰۱ محمد رشیدی، نمایندۀ کرمانشاه در مجلس شورای اسلامی اعلام کرد طرح تبدیل بخش فیروزآباد شهرستان کرمانشاه به شهرستان در دست بررسی قرار دارد. در بهمن ۱۴۰۳ استاندار کرمانشاه از پیگیری این طرح خبر داد.

## تقسیمات کشوری
- بخش فیروزآباد
  - دهستان جلال‌وند
  - دهستان سرفیروزآباد(ماهیدشت)
  - دهستان عثمان‌وند

شهر : هلشی

## جمعیت
بنابر سرشماری مرکز آمار ایران جمعیت بخش فیروز آباد شهرستان کرمانشاه در سال ۱۳۹۵ برابر با ۲۱٬۱۹۷ نفر (۵٬۶۳۵) خانوار بوده است.

## روستاها
روستاهای بخش فیروزآباد شهرستان کرمانشاه:
- - دهستان جلال‌وند

- بربلوطستان پلکانه
- تازه آباد خلیفه
- تلل
- چشمه کبود چنار
- چنارسفلی
- چنارعلیا
- چناروسطی
- خوبیاران سفلی
- خوبیاران علیا
- دوردشت
- سرجوب
- گلیانه علی باقر
- مارخور
- بان رمضان
- پرگلی سفلی
- پرگلی علیا
- تازه ابادسرائیلان
- چشمه سرخ قبربابا
- چشمه کبود سفلی
- چشمه کبود علیا
- داروند
- دره بادام سفلی
- ده موسی
- سرزل
- شاه ولی
- شجاع
- طویله گاه سفلی
- طویله گاه علیا
- قلعه سرخ
- کریان
- کلک علیا
- کله زرد
- کله سان
- لاله بگ
- ملک حسن یاریجان
- میانرود
- میرحسن
- ورگچگه زید علی
- یاریجان سفلی
- یاریجان علیا
- انجیرک
- توه خشکه
- چشمه گچ
- دول معصوم
- ده عباسان
- زنیلان علیا
- زنیلان سفلی
- سراب کریان
- سرائیلان سرقلعه
- سگری
- سه چکان مله شاهی
- قاپقوی
- گاومره
- فریادرس
- نوراز

- - دهستان سرفیروزآباد

- چراغ آباد
- داربدره
- ریخل
- سامله سفلی
- سامله علیا
- سخرسفلی
- کله جوب
- گونی
- امیدعلی قاسمی
- کالگه امید علی
- ابطاف
- باغ یاسم
- بان ریوند
- چشمه پونه
- چنار
- زنگی
- کولسه
- گدارپیر سفلی
- گدارپیر علیا
- گردکاندارعلیا
- میان سراوان زردلان
- گردکاندار سفلی
- چم نوزده
- چشمه ماکان
- سخرعلیا
- سراب سرفیروزاباد
- فیروزآباد پاچقا
- قمش
- کرگان
- گلدره
- پشته ریزه سفلی
- پشته ریزه علیا
- پشته ریزه وسطی
- چالاب پائین
- کله جوب
- گلم کبود سفلی
- گلم کبود علیا
- گلم کبود وسطی
- مهدی‌آباد سفلی
- مهدی‌آباد علیا
- نجف آباد
- نورسفلی
- نورعلیا
- سیدشکر
- چشمه کبود
- باغ بیگلری
- باغ طیغون
- باغ کرم بیگ
- چروریش
- دیلانچی سفلی
- دیلانچی علیا
- زمان آباد
- سرتپه زنگنه
- طهنه سفلی
- طهنه علیاسعدی
- طهنه وسطی
- کژک
- کوره خسروی
- گزاف سفلی
- گزاف علیا
- نوجوب
- طهنه نوراله
- جلو علیا
- جیرانبلاغ
- دربندزرد
- سرونو سفلی
- سرونو علیا
- ولیخانی
- جلو سفلی
- سردار
- اسدآباد
- چله علیا
- خرگ آب علیا
- خلیلان علیا
- دارامرود سفلی
- دارامرود علیا
- دوبرجی
- سرپوزل
- شاهبداغ
- ظلان علیا
- کاروانه سفلی
- کاروانه علیا
- کاروانه وسطی
- کنارمرگ
- کهریز سفلی
- گامیزج علیا

- آخوندی
- تالاندشت
- تق تق
- تکیه طاویران سفلی
- طاویران سفلی
- طاویران علیا
- چشمه سفید
- حسین‌آباد روئین‌تن
- خلیلان سفلی
- داربید
- سیاه کل
- علی‌آباد
- کهریز علیا
- موسی نارنج
- میانه
- مزرعه نظرگاه
- احمدآباد

- - دهستان عثمان‌وند

- انارک
- انارک سفلی
- انارک علیا
- بیجک تپه
- پشتاله
- پشت کبود جهانگیروند
- توامن شینه
- جوجار
- چشمه شاهرخ مسگره
- خرونان
- دره دوزخ
- دیون
- زرد شیخ حسن
- سراب سرین
- سلاطین
- شینه
- کلک بایه
- گلجیران
- گلیل
- گیه در
- سرخدره
- گرگاوان
- مسگره بالا
- مولی
- میدان
- نامدار
- وینه
- پلکانه
- سیدعباس
- اشباخ
- انجاب بوژان
- پشت تنگ شاه میرزا
- جهانگیروند
- چشمه سرخ
- زینلان سفلی
- زینلان علیا
- سرجوب قلعه مسگره
- قادرمرز
- کل کوشک
- مزرعه بزه رشیان گل زرد
- مستعلی سفلی
- مستعلی علیا
- مسگره
- وزم خشکررود
- هزارخانی
- پاقلعه خشکرود

## وضعیت اقتصادی-اجتماعی
در دی‌ماه ۱۴۰۱ سرپرست فرمانداری کرمانشاه از بخش فیروزآباد به عنوان یکی از محروم‌ترین بخش‌های ایران یاد کرد. مردم این بخش با مشکل دسترسی به آب آشامیدنی مواجه هستند و  ۷۳ روستای این منطقه با تانکر آب‌رسانی می‌شود. همچنین وضعیت راه‌ها نیز در بخش فیروزآباد نامطلوب است، به‌گونه‌ای که در دی‌ماه ۱۴۰۱ از ۱۵۰ کیلومتر راه اصلی این منطقه بیش از ۱۳۰ کیلومتر آن نیازمند روکش آسفالت بوده‌است. اگرچه هلشی مرکز این بخش از سال ۱۳۷۹ به شهر ارتقاء پیدا کرده‌است، اما پس از ۲۲ سال هنوز در حد روستا مانده و به دلیل نبود زمین کافی دستگاه‌ها و بانک‌ها در این شهر مستقر نشده‌اند و برای دفع فاضلاب شهر هلشی نیز اقدامی انجام نشده‌است. هلشی به عنوان مرکز بخش فیروزآباد همچنین از داشتن مرکز بهداشتی و نیز ناحیۀ صنعتی محروم است. تخریب منابع طبیعی در بخش فیروزآباد نیز از دیگر معضلات این بخش است، به‌گونه‌ای که برای حفاظت از منابع طبیعی ۷۰ هزار هکتاری این منطقه تنها سه نفر نیرو وجود دارد.